# Матричний принтер

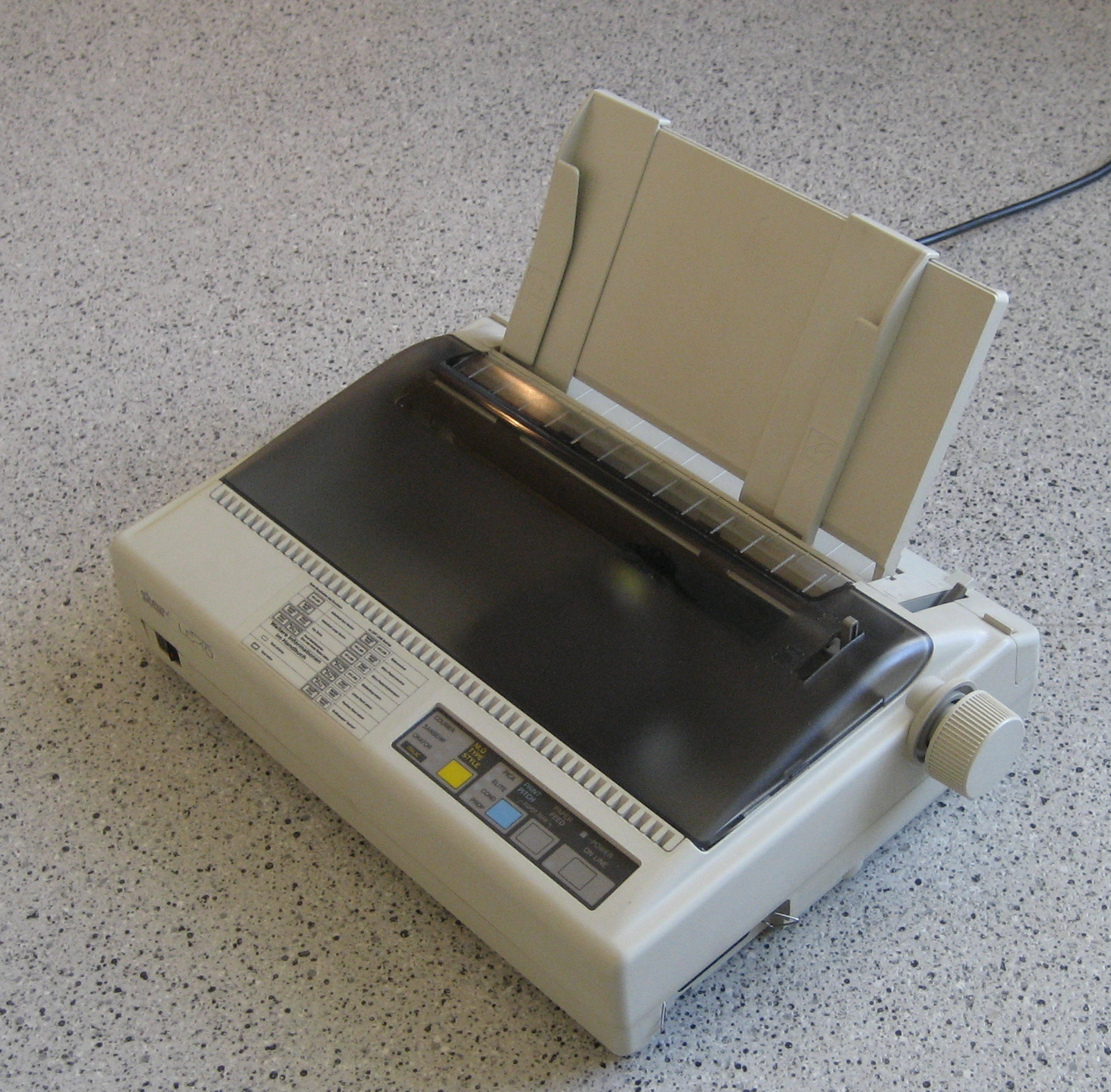

Ма́тричний при́нтер (англ. dot matrix printer) — комп'ютерний принтер, що створює зображення на папері з окремих маленьких точок ударним способом друкуючою головкою, що має набір голок, які приводяться в дію електромагнітами.

## Принцип роботи матричного принтера
Головка принтера розташовується на каретці, що рухається по напрямних впоперек аркуша паперу; при цьому голки в заданій послідовності завдають ударів по фарбувальній стрічці, фарба з якої відбивається на папері подібно тому, як виконується друк на друкарській машинці, та тією різницею, що машинка за один удар наносить одну літеру, а матричний принтер — один вертикальний ряд точок. Для переміщення каретки зазвичай використовується ремінна передача, рідше — зубчаста рейка або гвинтова передача. Привід каретки забезпечується кроковим електродвигуном. Кроковий двигун також забезпечує просування (транспортування) аркуша паперу.

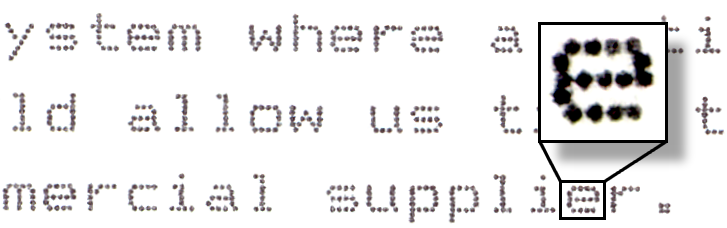
Принцип формування зображення

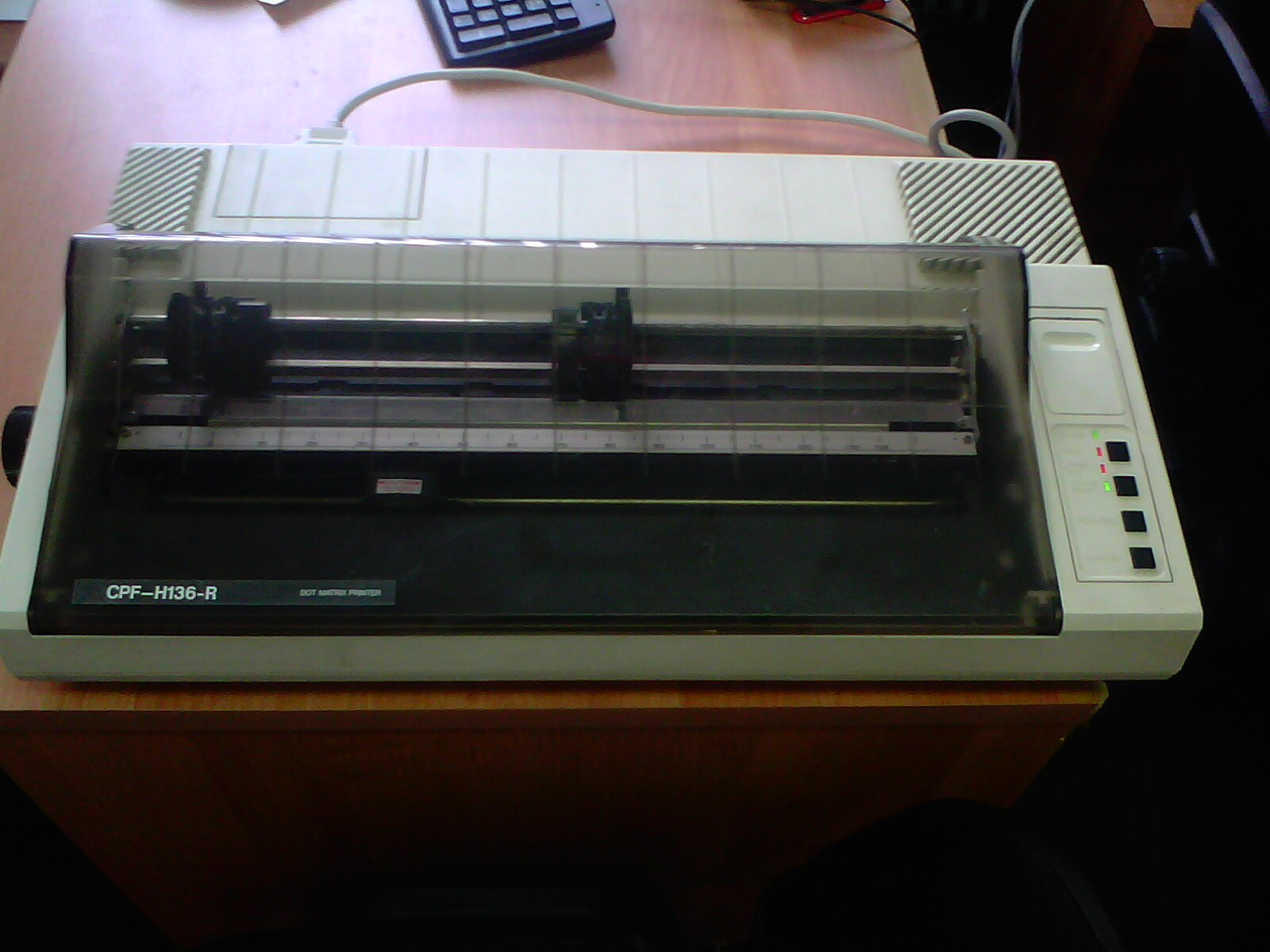
Матричний принтер Epson

Голки в друкувальній голівці розташовуються, залежно від їх кількості, одним або двома вертикальними стовпцями. Матеріалом для голок служить зносостійкий вольфрамовий сплав. Оскільки електромагніти при роботі нагріваються, головка облаштована радіатором для пасивного відводу тепла, у високопродуктивних принтерах також застосовується примусове охолодження голівки вентилятором, та використовується система температурного контролю друкувальної головки.

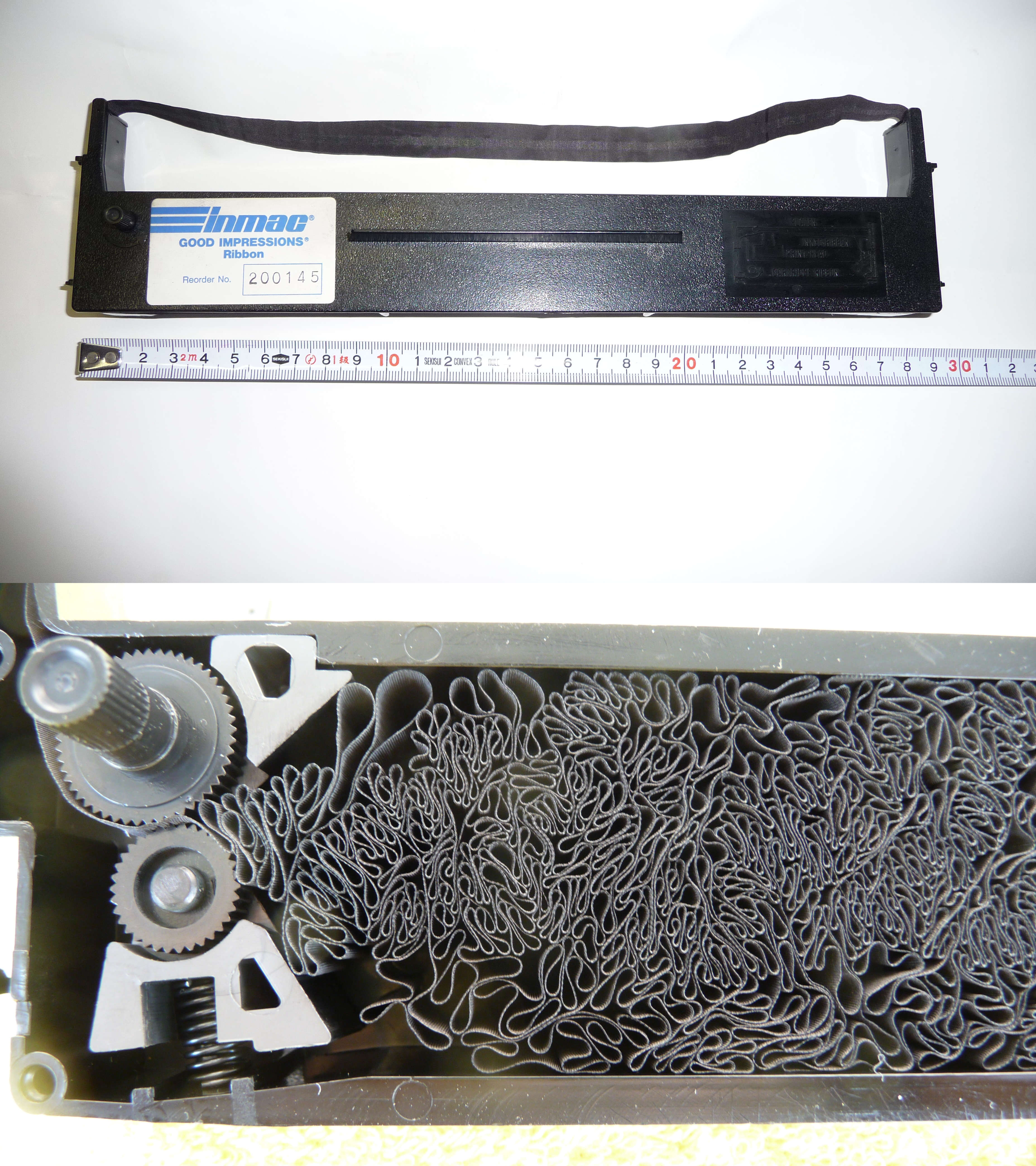
Картридж з фарбувальною стрічкою

Для друку на носіях різної товщини в матричному принтері є регулювання зазору між друкувальною голівкою і опорним валом. Залежно від моделі, регулювання може проводиться вручну або автоматично.
У різний час випускалися принтери з 9, 12, 14, 18, 24, 36, 48 голками в головці, а найбільшого поширення набули 9- і 24-голчасті принтери. 
Кількість голок визначала якість та швидкість друку. 9-голчасті принтери забезпечують високошвидкісний друк з невисокими вимогами до якості. За рахунок меншої кількості голок 9-голчаста друкувальна головка відрізняється більшою надійністю і меншим нагріванням. Для підвищення якості та швидкості друку в деяких принтерах використовуються здвоєні (2х9) і зчетверені (4х9) 9-голчасті голівки. 24-голчастий принтер в графічному режимі забезпечує роздільну здатність 360х360 точок на дюйм.
В окремих моделях принтерів також використовувався апаратний метод підвищення якості, що полягав в повторному проході головки по вже надрукованій частині тексту або зображення з попереднім просуванням аркуша на 1/2 відстані між голками по вертикалі. 
У деяких принтерах для збільшення ресурсу стрічка має вигляд Стрічки Мебіуса.

## Види матричних принтерів
Швидкісні лінійно-матричні принтери, в яких велика кількість голок, що рівномірно розташовані на човниковому механізмі (фрете) по всій ширині листа.
Барабанні принтери (drum printer). Основним елементом такого принтера був барабан, що обертався, на поверхні якого розташовувалися рельєфні зображення букв і цифр. Ширина барабана відповідала ширині паперу, а кількість кілець з алфавітом була рівна максимальній кількості символів в рядку. За папером розташовувалася лінійка молоточків, що приводяться в дію електромагнітами. У момент проходження потрібного символу на барабані, що обертається, молоточок ударяв по паперу, притискуючи її через фарбувальну стрічку до барабана. Таким чином, за один оберт барабана можна було надрукувати весь рядок. Далі папір зміщався на один рядок і машина друкувала далі. У СРСР такі машини називалися алфавітно-цифровим друкуючим пристроєм (АЦПУ). Їх роздруки можна впізнати за шрифтом, схожому на шрифт друкарської машинки і буквами, що «стрибають» у рядку.
Ромашкові (пелюсткові) принтери (англ. daisy wheel printer) за принципом дії були схожі на барабанні, однак мали один набір букв, розташований на гнучких пелюстках пластмасового диска. Диск обертався, і спеціальний електромагніт притискував потрібну пелюстку до фарбувальної стрічки і паперу. Оскільки набір символів був один, було потрібне переміщення друкуючої головки уздовж рядка, і швидкість друку була помітно нижчою, аніж у барабанних принтерів. Замінивши диск з символами, можна було отримати інший шрифт, а вставивши стрічку не чорного кольору — отримати «кольоровий» відбиток.